# Heinz-Herbert Kreh
Heinz-Herbert Kreh (* 14. Februar 1937 in Kitzingen; † 19. Juni 2009 in Haßfurt) war ein deutscher Fußballspieler. Der Halbstürmer des 1. FC Haßfurt bestritt in den Jahren 1962 bis 1966 in der deutschen Fußballnationalmannschaft der Amateure 19 Länderspiele. Neben seiner Karriere als Fußballer war Kreh Studiendirektor am Haßfurter Regiomontanus-Gymnasium und unterrichtete dort die Fächer Latein, Griechisch und Sport.

## Laufbahn

### Verein
Nach den Jahren in der Jugend war der Offensivspieler (Halbstürmer) Heinz-Herbert Kreh 1957 am Aufstieg seines Heimatvereines 1. FC Haßfurt in die 1. Amateurliga Nordbayern beteiligt. Nach dem Erfolg kämpften die Unterfranken vergeblich in der höchsten bayerischen Amateurklasse um den Klassenerhalt und stiegen umgehend wieder ab. Es folgte 1959 der sofortige Wiederaufstieg und Kreh schoss sich im Team des Aufsteigers 1960 mit 36 Toren an die Spitze der Torjägerliste der 1. Amateurliga Nordbayern. Im zweiten Jahr in der 1. Amateurliga Nordbayern, 1960/61, krönte die Mannschaft ihre Leistung mit der Meisterschaft und dem Aufstieg in die 2. Liga Süd. Kreh führte dabei Regie im Mittelfeld und Ludwig Müller stellte sein Talent in der Defensive unter Beweis. In der 2. Liga konnte sich Haßfurt in den Runden 1961/62 und 1962/63 mit den Plätzen 10. und 14. zwar behaupten, stiegen aber im Sommer 1963 durch die neue Klasseneinteilung durch die Einführung der Fußball-Bundesliga in die Bayernliga ab. Persönlich brachte das Jahr 1963 für Kreh aber auch den Gewinn mit der Verbandsauswahl von Bayern im Länderpokal mit 3:1 Toren im Endspiel gegen Hessen in Bayreuth. In der jetzt eingleisigen obersten Amateurklasse Bayerns erzielte Haßfurt mit 96 Treffern den Torrekord in der Saison 1963/64, kam aber hinter dem FC Wacker München und SSV Jahn Regensburg auf dem dritten Platz ein. Kreh holte sich auch in der Bayernliga in den Jahren 1965 (38 Tore) und 1966 (30 Tore) die Krone des Torschützenkönigs und spielte mit Haßfurt eine gute Rolle.

### Amateurnationalmannschaft, 1962 bis 1966
Der vierfache Studentennationalspieler debütierte am 7. April 1962 beim Länderspiel in Hannover gegen Italien in der DFB-Amateurnationalmannschaft. Die deutsche Amateurauswahl gewann mit 2:1 Toren und der Haßfurter zeichnete sich als Torschütze aus. Er bildete mit Lothar Ulsaß von SV Arminia Hannover den rechten Flügel. Im Mai 1963 nahm er am England-Turnier teil und DFB-Trainer Helmut Schön setzte den torgefährlichen Halbstürmer in den Spielen gegen Holland, England, Frankreich und Schottland ein. Im September 1963 gehörte er dem DFB-Aufgebot für die deutsch-deutschen Ausscheidungsspiele gegen die DDR in Karl-Marx-Stadt und Hannover an. Im Oktober 1963 war Kreh Mitglied der DFB-Reisegesellschaft für das „Vorolympische Turnier“ in Tokio und kam zu zwei weiteren Länderspieleinsätzen. Im Mai 1964 war er aktiv in der siegreichen DFB-Mannschaft die in Italien ein internationales Turnier gewinnen konnte. Als Kreh am 27. Oktober 1965 in Wiesbaden gegen Finnland zum 14. Länderspieleinsatz kam, führte er erstmals als Spielführer das Team an.
Beim neu ausgetragenen UEFA Amateur Cup bestritt er 1966 zwei Spiele gegen die Türkei und beendete mit seinem 19. Länderspiel am 7. Dezember 1966 in Koblenz gegen Jugoslawien seine Karriere in der Amateurnationalmannschaft des DFB.

## Funktionärslaufbahn
Im Süddeutschen Fußball-Verband übte er die Aufgabe des Jugendobmannes aus, war im DFB für den Jugend- und Schulfußball zuständig, war Mitglied der FIFA-Kommission für Junioren-Wettbewerbe und Vizepräsident der UEFA-Juniorenkommission. Der pensionierte Studiendirektor wurde als der „Außenminister des deutschen Jugendfußballs“ tituliert.

## Ehrung
Auf dem DFB-Bundestag 2007 am 26. Oktober wurde Heinz-Herbert Kreh mit der Goldenen Ehrennadel des DFB für „langjährige Verdienste um den deutschen Fußball“ ausgezeichnet.